# Biến thể Gamma SARS-CoV-2

Các quốc gia có ca nhiễm biến chủng Gamma kể từ ngày 21 tháng 4 năm 2021
Chú giải:
1,000+
500–999
100–499
2–99
1
0

Biến thể Gamma SARS-CoV-2, còn được gọi là dòng P.1, là một trong những biến thể của SARS-CoV-2, virus gây ra COVID-19. Biến thể này của SARS-CoV-2 được đặt tên là dòng P.1 và có 17 amino acid thay thế, mười trong số đó nằm trong protein gai  của nó, bao gồm ba loại được chỉ định là cần quan tâm đặc biệt: N501Y, E484K và K417T. Biến thể SARS-CoV-2 này lần đầu tiên được Viện Các bệnh Truyền nhiễm Quốc gia (NIID), Nhật Bản phát hiện vào ngày 6 tháng 1 năm 2021 trong cơ thể bốn người đến Tokyo từ Amazonas, Brazil 4 ngày trước đó. Sau đó biến thể này được công bố đã có mặt phổ biến ở Brazil. Theo sơ đồ đặt tên đơn giản do Tổ chức Y tế Thế giới đề xuất, biến thể P.1 đã được đặt nhãn là biến thể Gamma, và được coi là một biến thể đáng lo ngại.
Biến thể này đã gây ra sự lây nhiễm trên diện rộng vào đầu năm 2021 ở thành phố Manaus, thủ phủ của bang Amazonas. Mặc dù thành phố này đã trải qua sự lây nhiễm trên diện rộng trước đó vào tháng 5 năm 2020, với một nghiên cứu, cho thấy tỷ lệ xuất hiện trong huyết thanh cao của các kháng thể đối với SARS-CoV-2, nhưng virus biến thể mới vẫn tiếp tục lây nhiễm. Một bài báo nghiên cứu đăng trên Tạp chí Khoa học chỉ ra rằng những người bị bệnh do virus biến thể P.1 có khả năng lây truyền và tử vong cao hơn so với những người bị nhiễm virus biến thể B.1.1.28.
Biến thể gamma bao gồm hai biến thể phụ khác nhau 28-AM-1 và 28-AM-2, cả hai đều mang đột biến K417T, E484K, N501Y và cả hai loại này đều phát triển độc lập với nhau trong cùng một vùng Amazonas của Brazil.
Biến thể này khác biệt đáng kể so với biến thể Zeta (dòng P.2) cũng đang lưu hành rộng rãi ở Brazil. Đặc biệt là biến thể Zeta chỉ mang đột biến E484K và không có hai đột biến nào khác cần quan tâm là N501Y và K417T.